# Myrna Hansen
Pour les articles homonymes, voir Hansen.
Myrna Hansen, née le 5 août 1934 à Chicago, est une actrice américaine.

## Biographie
Avant de faire carrière au cinéma, elle fut élue Miss États-Unis en 1953 et première dauphine de Miss Univers 1953.

## Filmographie

### Cinéma
- 1954 : Yankee Pasha de Joseph Pevney : Une fille du harem
- 1954 : Fille de plaisir (Playgirl) de Joseph Pevney : Linda
- 1954 : So This Is Paris de Richard Quine: Ingrid
- 1955 : L'Homme qui n'a pas d'étoile (Man Without a Star)  de King Vidor : Tess Cassidy
- 1955 : Cult of the Cobra de Francis D. Lyon : Marian Sheehan
- 1955 : Le Cavalier au masque (The Purple Mask) de H. Bruce Humberstone : Constance de Voulois
- 1955 : Francis in the Navy d'Arthur Lubin : Helen
- 1956 : Demain est un autre jour (There's Always Tomorrow) de Douglas Sirk : Ruth
- 1958 : Traquenard (Party Girl) de Nicholas Ray : Joy Hampton
- 1964 : Au revoir, Charlie (Goodbye Charlie) de Vincente Minnelli : Starlet
- 1973 : Black Caesar, le parrain de Harlem (Black Caesar) de Larry Cohen  : Virginia Coleman

### Télévision
- 1955 : The People's Choice (Série TV) : Barbara Andrews
- 1955-1956 : The George Burns and Gracie Allen Show (en) (Série TV) : Mary Rigney
- 1957 et 1959 : Monsieur et Madame détective (The Thin Man) (Série TV) : Maxine / Sandra Thompson
- 1960 : Hawaiian Eye (Série TV) : Ellie
- 1960 : Westinghouse Desilu Playhouse (Série TV) : Ingrid
- 1960 : 77 Sunset Trip (Série TV) : Carol
- 1962 : Straightaway (en) (Série TV) : Jill
- 1971 : Les arpents verts (Green Acres) (Série TV) : Ingrid